# Zygmunt Bończa-Tomaszewski
Zygmunt Bończa-Tomaszewski, ps. Bończa (ur. 16 stycznia 1905 Marysieńska k. Mohylewa, zm. 15 października 1976 w Warszawie) – aktor, reżyser, dyrektor teatru.

## Życiorys
Urodził się w rodzinie Józefa Tomaszewskiego, maszynisty kolejowego, i Antoniny z Sadowskich. W 1926 zdał maturę w gimnazjum K. Kulwiecia w Warszawie. Równocześnie (od 1925) uczęszczał na Kursy Wokalno-Dramatyczne Heleny J. Hryniewieckiej. Eksternistycznie zdał egzaminy ZASP-u aktorski (1926) i reżyserski (1930). Początkowo (do 1930) używał nazwiska Tomaszewski, następnie pseudonimu Bończa, a po II wojnie światowej występował jako Bończa-Tomaszewski.
W czasie okupacji niemieckiej mieszkał w Warszawie. W teatrze nie występował. Do września 1940 był kelnerem w „Kawiarni Artystów” w Al. Jerozolimskich, następnie pracował jako robotnik placowy w składzie węgla i administrator domów na Pradze.
Uchwałą Prezydium Krajowej Rady Narodowej z 2 sierpnia 1946, na wniosek gen. dyw. Mariana Spychalskiego, „za działalność artystyczną w czasie walk o Warszawę na terenie Pragi” został odznaczony Srebrnym Krzyżem Zasługi.
Dwukrotnie żonaty. Był mężem aktorki Felicji Trapszo z Krywultów, później Wandy z Pawełczyńskich, sekretarza teatru w Świdnicy w sezonie 1949/1950. 
Zmarł w Warszawie.

## Kariera zawodowa
- Teatr im. Elizy Orzeszkowej Grodno 1927–1928 aktor
- Teatr Polski Katowice 1928–1929 aktor
- Teatr Ateneum Warszawa 1929–1930 aktor
- poza teatrem 1930–1932 (służba wojskowa)
- Teatr na Pohulance Wilno 1932–1933 aktor
- Studio Żeromskiego Warszawa i in. 1933–1933 aktor-reżyser
- Teatr Pokucko-Podolski w Stanisławowie 1934–1935 aktor
- Teatr Miejski Kameralny Częstochowa 1935–1936 aktor-reżyser
- Teatr Miejski Łódź 1936–1939 aktor-reżyser
- Teatr Ziemi Kielecko-Radomskiej im. Stanisława Wyspiańskiego 1936–1936 aktor
- Teatr m.st. Warszawy Warszawa 1944–1945 aktor
- Miejska Szkoła Dramatyczna Strachockiego 1945–1947 wykładowca
- Miejskie Teatry Dramatyczne Warszawa 1945–1948 aktor-reżyser
- Teatr Dzieci Warszawy Warszawa 1948–1949 reżyser
- Ludowy Teatr Muzyczny Warszawa 1 IV – 1 IX 1949 aktor
- Państwowy Teatr Świdnica 1 IX 1949 – 30 III 1950 dyrektor naczelny i artystyczny
- Liceum Techniki Teatralnej Warszawa 1950–1952 wykładowca
- Teatr Polski Warszawa 1952–1971 aktor

## Wybrana filmografia
- 1966 – Sublokator, jako babcia
- 1971 – Die Rolle, jako staruszek